# Campeonato Mundial de Ciclismo em Pista de 1972
O Campeonato Mundial UCI de Ciclismo em Pista de 1972 foi realizado na cidade de Marselha na França,  entre os dias 29 de julho e 2 de agosto. Eram previstas a disputa de onze eventos, 9 para os homens (3 para os profissionais, 6 para amadores) e 2 para mulheres, entretanto devido aos Jogos Olímpicos de Verão de 1972 apenas seis eventos foram realizados, 4 para os homens (3 para os profissionais, 1 para amadores) e 2 para as mulheres.

## Sumário de medalhas

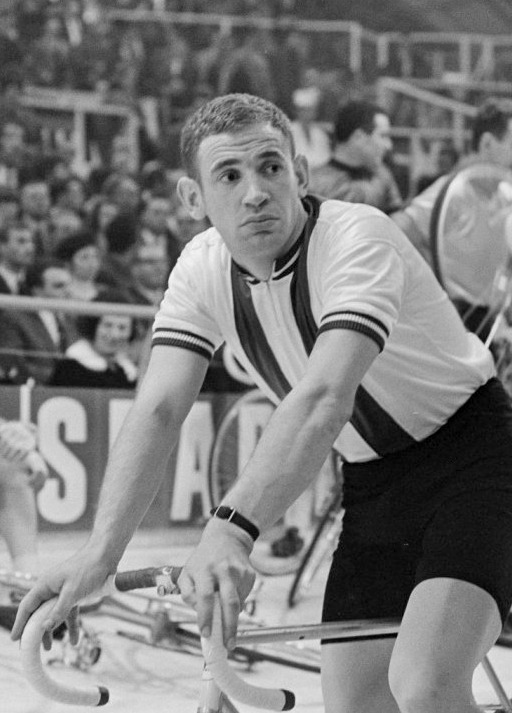
Theo Verschueren ciclista profissional da Bélgica vencedor da prova de motor-paced.

| Eventos profissionais masculinos |                                     |                                     |                                      |
| Velocidade individual            | Robert Van Lancker · Bélgica        | Gordon Johnson · Austrália          | Giordano Turrini · Itália            |
| Perseguição individual           | Hugh Porter · Reino Unido           | Ferdinand Bracke · Bélgica          | Dirk Baert · Bélgica                 |
| Motor-paced                      | Theo Verschueren · Bélgica          | Cees Stam · Países Baixos           | Dieter Kemper · Alemanha Ocidental   |
| Eventos amadores masculinos      |                                     |                                     |                                      |
| Motor-paced                      | Horst Gnas · Alemanha Ocidental     | Jean Breuer · Alemanha Ocidental    | Gaby Minneboo · Países Baixos        |
| Eventos femininos                |                                     |                                     |                                      |
| Velocidade individual            | Galina Ermolaeva · União Soviética  | Wilhelmina Brinkhof · Países Baixos | Sheila Young · Estados Unidos        |
| Perseguição individual           | Tamara Garkuchina · União Soviética | Keetie Hage · Países Baixos         | Lyubov Zadorojnala · União Soviética |

## Quadro de medalhas

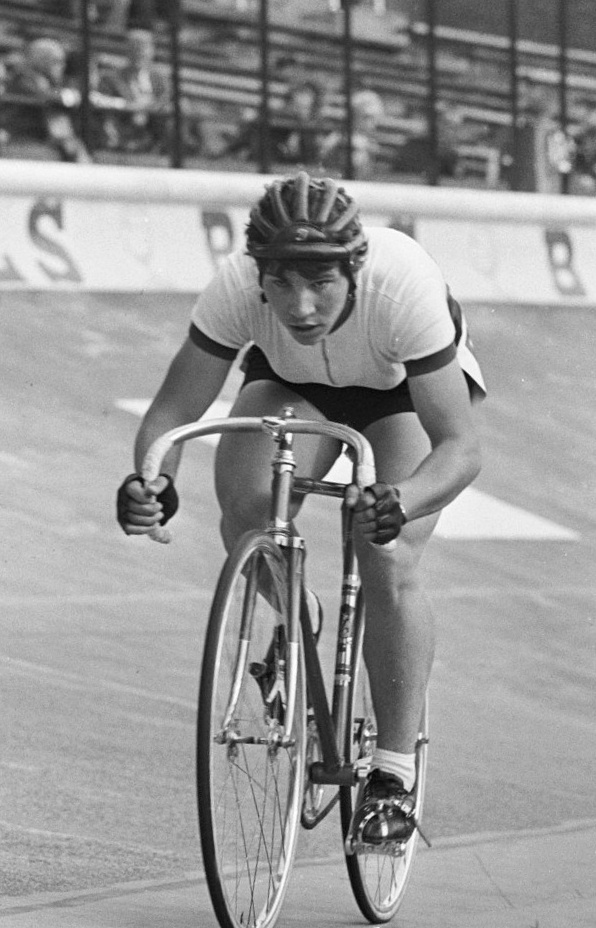
Tamara Garkushina ciclista da União Soviética vencedora da prova feminina de perseguição individual.

| Ordem | País               | Medalha de ouro | Medalha de prata | Medalha de bronze | Total |
| ----- | ------------------ | --------------- | ---------------- | ----------------- | ----- |
| 1     | Bélgica            | 2               | 1                | 1                 | 4     |
| 2     | União Soviética    | 2               | 0                | 1                 | 3     |
| 3     | Alemanha Ocidental | 1               | 1                | 1                 | 3     |
| 4     | Reino Unido        | 1               | 0                | 0                 | 1     |
| 5     | Países Baixos      | 0               | 3                | 1                 | 4     |
| 6     | Austrália          | 0               | 1                | 0                 | 1     |
| 7     | Estados Unidos     | 0               | 0                | 1                 | 1     |
| 7     | Itália             | 0               | 0                | 1                 | 1     |
|       | TOTAL              | 6               | 6                | 6                 | 18    |